# Spica (Unternehmen)
SPICA S.p.A. (Società Pompe Iniezione Cassani & Affini) war ein italienischer Hersteller von Einspritzsystemen und anderen Zulieferteilen für die Automobilindustrie.
Francesco und Eugenio Cassani gründeten das Unternehmen 1932 in Mailand zur Produktion von Einspritzsystemen für Dieselmotoren. 1938 ging das Unternehmen in den Besitz von Luigi Orlando und Costanzo Ciano über und wurde nach Livorno verlegt.
1941 wurde Spica über das Istituto per la Ricostruzione Industriale (IRI) verstaatlicht und kam zu Alfa Romeo. Spica produzierte unter anderem Zündkerzen, Stoßdämpfer, Öl-, und Wasserpumpen. 1988 übernahm Fiat Group das Unternehmen und verkaufte es 1989 an Delphi. Nachdem TRW Delphi übernommen hatte, wurde das letzte ursprüngliche Spica-Werk 2014 geschlossen.